# Sulawesimetopus
Sulawesimetopus is een geslacht van wantsen uit de familie van de Miridae (Blindwantsen). Het geslacht werd in 2018 wetenschappelijk beschreven door Aleksander Herczek, Jacek Gorczyca en Artur Taszakowski.

## Soorten
Het genus is monotypisch en bevat alleen de volgende soort:

- Sulawesimetopus henryi Herczek, Gorczyca & Taszakowski, 2018